# Criterion
Criterion foi a primeira revista de filosofia en catalão‎, dirigida pelo capuchinho Miquel d'Esplugues. A sua publicação era trimestral, entre 1925 e 1936. Se voltou a editar depois da Guerra Civil Espanhola, agora como coleção‎ de temas filosóficos e religiosos, em 1959. Basili de Rubí foi o novo diretor, e o seu sucessor, por pouco tempo, Àlvar Maduell. A coleção‎ devia ser a princípio revista, mas as leis de imprensa do ministro franquista Manuel Fraga Iribarne não‎ a autorizaram, e a revista fechou em 1969.